# سكوت مالون
سكوت مالون (بالإنجليزية: Scott Malone) (و. 1991  م) هو لاعب كرة قدم، من المملكة المتحدة، يلعب كظهير (كرة القدم).

## روابط خارجية
- سكوت مالون على موقع قاعدة بيانات كرة القدم.إي يو (الإنجليزية)
- سكوت مالون على موقع Soccerbase.com (لاعب) (الإنجليزية)
- سكوت مالون على موقع Soccerway.com (الإنجليزية)
- سكوت مالون على موقع عالم كرة القدم.نت (الإنجليزية)